# DHT (groupe)
Pour les articles homonymes, voir DHT.
DHT, ou Dance.House.Trance, est un groupe belge de dance, originaire de la communauté flamande, composé de la chanteuse Edmée Daenen (25 mars 1985), et produit par Flor Theeuwes (28 août 1976). Le groupe se popularise très vite aux États-Unis et en Australie en 2005, avec leur reprise de Listen to Your Heart, originellement enregistrée par Roxette. La reprise atteint la 7e place des UK Singles Chart en décembre cette même année, et atteint également le Billboard Hot 100, le hit-parade américain.

## Discographie

### Albums
- Listen to Your Heart (19 juillet 2005)
- Listen to Your Heart (Dance & Unplugged) (coffret 2-disques) (12 août 2006
  1. 2 (2019)

### Singles
| Année                                           | Single                            | Meilleure position | Meilleure position | Meilleure position | Meilleure position | Meilleure position | Meilleure position | Meilleure position | Meilleure position | Meilleure position | Meilleure position | Certifications | Album                |
| Année                                           | Single                            | AUS                | BEL (FL)           | FRA                | ALL                | IRL                | P-B.               | NOR                | SUI                | R.U                | U.S.               | Certifications | Album                |
| ----------------------------------------------- | --------------------------------- | ------------------ | ------------------ | ------------------ | ------------------ | ------------------ | ------------------ | ------------------ | ------------------ | ------------------ | ------------------ | -------------- | -------------------- |
| 2002                                            | True Love                         | —                  | 29                 | —                  | —                  | —                  | —                  | —                  | —                  | —                  | —                  |                | Singles              |
| 2003                                            | Magic Melody                      | —                  | 33                 | —                  | —                  | —                  | —                  | —                  | —                  | —                  | —                  |                | Singles              |
| 2003                                            | Uninvited                         | —                  | 33                 | —                  | —                  | —                  | —                  | —                  | —                  | —                  | —                  |                | Singles              |
| 2003                                            | Listen to Your Heart (avec Edmée) | 11                 | 15                 | 7                  | 81                 | 12                 | 10                 | 19                 | 100                | 7                  | 8                  | - US : Or      | Listen to Your Heart |
| 2004                                            | My Dream                          | —                  | 39                 | —                  | —                  | —                  | —                  | —                  | —                  | —                  | —                  |                | Listen to Your Heart |
| 2005                                            | Driver's Seat                     | —                  | 33                 | —                  | —                  | —                  | —                  | —                  | —                  | —                  | —                  |                | Listen to Your Heart |
| 2006                                            | Someone                           | —                  | —                  | —                  | —                  | —                  | —                  | —                  | —                  | —                  | —                  |                | Listen to Your Heart |
| 2006                                            | I Go Crazy                        | —                  | 3                  | 76                 | —                  | —                  | 56                 | —                  | —                  | —                  | —                  |                | Listen to Your Heart |
| "—" montre qu'aucun classement n'a été atteint. |                                   |                    |                    |                    |                    |                    |                    |                    |                    |                    |                    |                |                      |